# Rozdólia (Crimea)
|  | Per a altres significats, vegeu «Razdólie». |

Rozdólia (en (ucraïnès): Роздолля, en rus: Раздолье, Razdólie) és un poble de la República Autònoma de Crimea, a Ucraïna, que el 2014 tenia 949 habitants. Pertany al districte de Simferòpol.